# Luca Serio Bertolini
Luca Serio Bertolini (Bologna, 10 novembre 1976) è un musicista, cantante e chitarrista italiano.
Inizia la sua esperienza musicale come voce e chitarra della band Jaele e prosegue come solista dal 2005 pubblicando tre album.
Fa il suo esordio con i Modena City Ramblers nel 2009 per il tour celebrativo dei 15 anni dell'album Riportando tutto a casa, mentre l'esordio discografico avviene con l'album Sul tetto del mondo nel 2011, dove suona la chitarra acustica e cori. In passato era già tecnico al seguito dei live della band dal 2006 al 2009.
Nel 2011 con gli stessi componenti della sua band solista, Gianmaria Iori, Alessio Berrè e Andrea Monchiari, nasce il progetto Yonders o The Yonders, è una band a tutti gli effetti più orientata ad un rock-punk che continua ad affondare le sue radici nella musica folk popolare.
"Can I Tell You Dabòn" è la prima opera che vede la luce per mano "Yonders". Luca Serio e gli Yonders si registrano i dischi in casa, una sorta di azienda a conduzione familiare che coltiva, produce e prepara i suoi prodotti, dal produttore al consumatore.
Il 19 febbraio 2018 abbandona i Modena City Ramblers per motivi personali.

## Discografia

### Jaele
- Somerset (1998)
- Icaro  (2000)
- Di lune, di laghi, di stelle (2003)
- La sete degli occhi (2004)

### Solista
- 'Manca la polvere da sparo acustico (2006)'
- 'Manca la polvere da sparo (2007)'
- 'Angeli Amici e Menestrelli (2009)'

### Luca Serio & The Yonders
- Can I tell you dabòn (2011)

### Mastino
- Rude (2014)

### Partecipazioni
- Battaglione Alleato (2012), partecipazione dei The Yonders al progetto corale con la canzone "Molto Stanco".

### Con i Modena City Ramblers
- Sul tetto del mondo (2011)
- Battaglione Alleato (2012)
- Niente di nuovo sul fronte occidentale (2013)
- 1994-2014 Venti (2014)
- Tracce clandestine (2015)
- Mani come rami, ai piedi radici (2017)